# Vuelo 5017 de Air Algérie
El vuelo 5017 de Air Algérie (AH5017/DAH5017) del 24 de julio de 2014 fue un vuelo internacional regular de pasajeros operado por un avión McDonnell Douglas MD-83, cuya propietaria es la compañía española Swiftair. Partió del aeropuerto de Uagadugú, en Burkina Faso, a las 01:17 horas (hora local) hacia el aeropuerto Internacional Houari Boumedienne de Argel, capital de Argelia. La aeronave desapareció de los radares aéreos cincuenta minutos después del despegue, cayendo al norte de Malí, cerca de la frontera con Argelia.
A bordo de la aeronave viajaban 110 pasajeros y 6 tripulantes (2 pilotos y 4 auxiliares de vuelo), entre los que, según el presidente francés, no hay ningún superviviente. El vuelo 5017 debía aterrizar a las 05:10 (hora local de Argelia, 07:10 en Europa Occidental).
Esto marcó el tercer desastre de aviación general con un avión comercial afectado en un lapso de una semana, tras el derribo del vuelo 17 de Malaysia Airlines, el 17 de julio de 2014, y el accidente del vuelo 222 de TransAsia Airways, el 23 de julio de 2014, lo que convirtió a julio de 2014 en un mes oscuro para la aviación comercial.
El informe final fue publicado por la BEA el 22 de abril de 2016. El informe concluyó que, mientras la aeronave navegaba en piloto automático, la acumulación de hielo en los motores provocaron una reducción del empuje que condujo a una pérdida en altura. La tripulación no pudo recuperarse de la pérdida y la aeronave se estrelló contra el suelo.

## La aeronave

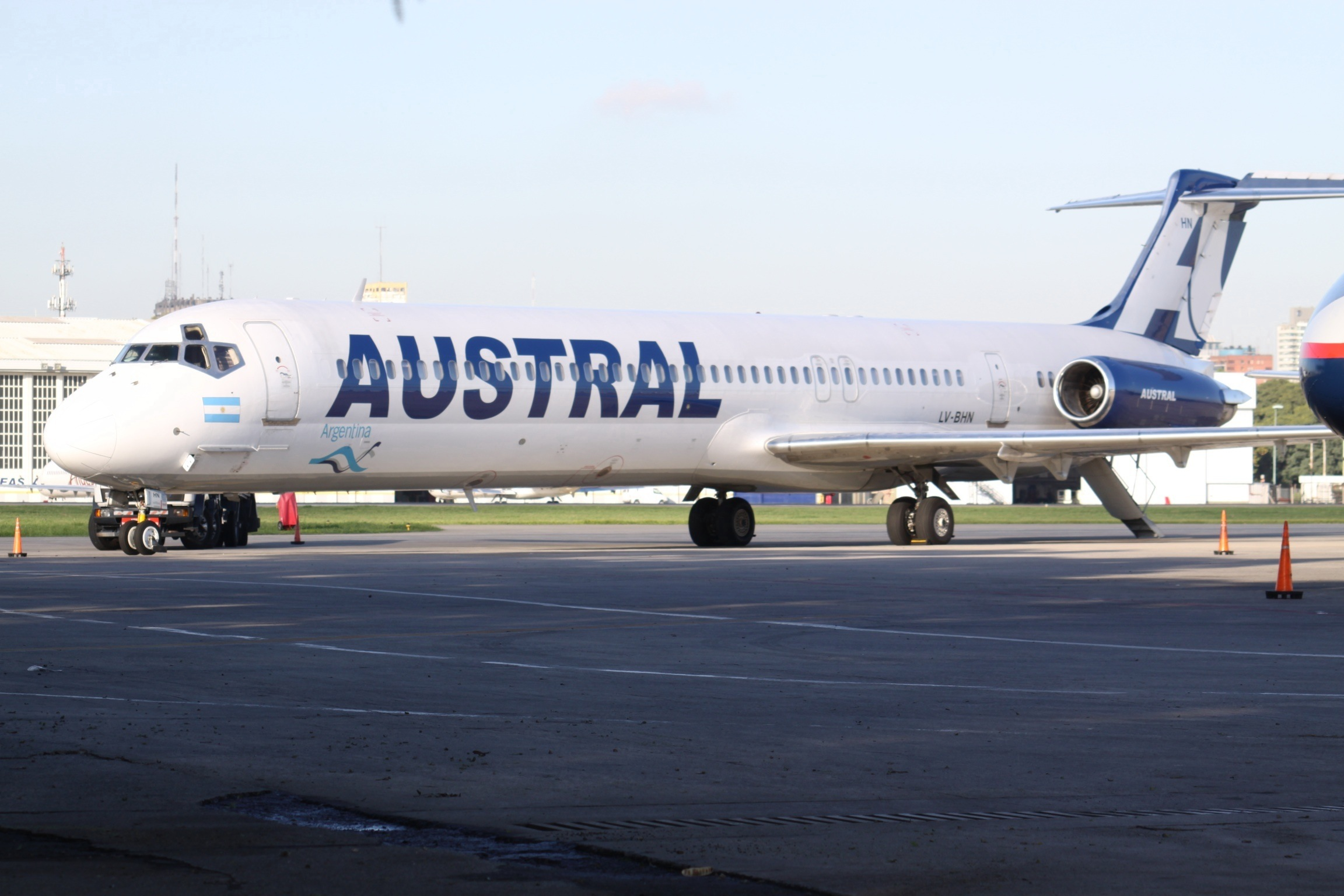
El avión fue operado por la empresa argentina Austral Líneas Aéreas con el registro LV-BHN. La fotografía es de marzo del 2008 en el Aeroparque Jorge Newbery de Buenos Aires.

El avión, operado por Swiftair, era un McDonnell Douglas MD-83, matrícula EC-LTV, arrendado por Air Algérie a Swiftair para proporcionar capacidad adicional durante la temporada de verano boreal. Tenía capacidad para 167 pasajeros. Los motores de la aeronave fueron fabricados por Pratt & Whitney.
El club español Real Madrid C. F. utilizó durante dos años (entre 2007 y 2008) una aeronave similar, denominada «La Saeta». En un principio, los medios habían afirmado que el avión accidentado era el utilizado por el Real Madrid, aunque luego se confirmó que no fue así.
El avión había volado por primera vez en junio de 1996, entrando en servicio con Heliopolis Airlines el 23 de agosto. A lo largo de su historia, fue operado por Ansett Worldwide Aviation Services, Avianca y Austral Líneas Aéreas, teniendo varios registros. Cuando fue adquirido por Swiftair, la aeronave había volado para CCM Airlines, Jetairfly, Royal Air Maroc y otras compañías aéreas antes de entrar en servicio con Air Algérie, el 22 de junio de 2014.
El director de la Aviación Civil francesa (DGAC), Patrick Gandil, indicó que el aparato había sido sometido a controles en Francia «hace dos o tres días» y que estaba «en buen estado». Estos controles surgieron a raíz de una escala del avión en Marsella. El gobierno argelino también dijo que los exámenes a los que se sometió al avión fueron «conforme a las exigencias» en el sector.

## Desarrollo
La aerolínea Air Algérie perdió el contacto con el vuelo a las 01:55 (hora local) del 24 de julio de 2014, cincuenta minutos después de despegar de Uagadugú con destino a Argel. El Gobierno de Francia confirmó que el último contacto de la aeronave con la torre de control fue desde el norte de Malí. El contacto con el avión se perdió poco después de que la tripulación indicara que debía salirse de su ruta por «condiciones meteorológicas particularmente difíciles», según comunicó tanto canciller francés como el gobierno de Burkina Faso. A partir de las 09:56 (UTC) la aerolínea comenzó una búsqueda de la aeronave. Según un portavoz del ejército francés, dos aviones de combate franceses se unieron a la búsqueda del avión desaparecido a lo largo de su ruta probable.
Inicialmente se informó que el accidente ocurrió en Níger. Luego, se reportó que el avión desapareció entre Gao y Tessalit, en el norte de Malí, ya que la ruta de vuelo de la aeronave pasaba por dicho país. La autoridad aeroportuaria de Argelia confirmó que el vuelo se estrelló en medio del desierto del Sahel, un lugar poco accesible, en la frontera entre Malí y Argelia.
Un funcionario local en Gossi, informó que un grupo de pastores cerca de la aldea de Hamni-Ganda vio al avión en llamas, y cayendo antes de estrellarse, ya que presuntamente fue alcanzado por un rayo.
Una fuente de Air Algérie dijo a Agence France-Presse que «el avión no estaba lejos de la frontera argelina, cuando se le pidió a la tripulación hacer un desvío debido a la mala visibilidad y para evitar el riesgo de colisión con otra aeronave en la ruta Argel-Bamako (...) se perdió el contacto después de que el cambio de rumbo».

### Restos
El ministro de exteriores francés Laurent Fabius declaró hacia las 15:00 (UTC) que aún no se había localizado la aeronave y que las tareas del búsqueda en el norte de Malí eran llevadas a cabo por aviones militares Mirage 2000, helicópteros y un avión C-130. Al mismo tiempo, la fiscalía de París abrió una investigación preliminar por «homicidios involuntarios».
Horas más tarde, hacia las 18:00 (GMT), las fuerzas francesas anunciaron el hallazgo de los restos del avión, cerca del poblado de Tilemsi, en las regiones de Gao y Kidal. También se informó que los restos de la aeronave se encontraron en una zona inaccesible que dificulta las tareas de rescate. Además, residentes de zonas cercanas aseguraron que escucharon fuertes explosiones y que alertaron de ellas a las fuerzas militares desplegadas en el norte de Malí.
El presidente de Malí, Ibrahim Boubacar Keïta, dijo que algunos restos se habían encontrado en el desierto del norte del país, entre Aguelhok y Kidal. El general Gilbert Diendiere del ejército de Burkina Faso dijo que restos del avión se habían sido localizado en la Gossi, en la región de Tombuctú de Malí, a 50 kilómetros al norte de la frontera con Burkina Faso, con la ayuda del gobierno maliense y la población local. Diendiere también dijo que hallaron restos humanos y del avión totalmente quemados y esparcidos.
En la noche del jueves 24 al viernes 25, la Presidencia francesa informó que los restos del avión fueron identificados pese a su «estado desintegrado». Añadió que «un destacamento militar francés fue enviado al lugar para garantizar la seguridad de la zona y recabar los primeros elementos de información». Luego se comunicó el hallazgo de las cajas negras.
El 26 de julio, la MINUSMA, misión de la ONU a Malí, se sumó a las tareas de recuperación de los restos a pedido del gobierno maliense, brindando ayuda para acceder al sitio del accidente.
Hacia agosto, se informó que una de las cajas negras no funcionaba en el momento del accidente, no pudiendo grabar las conversaciones de la tripulación en la cabina.

## Pasajeros
| Nacionalidad  | Personas |
| ------------- | -------- |
| Francesa      | 52       |
| Burkinesa     | 27       |
| Española      | 6        |
| Argelina      | 6        |
| Libanesa      | 6        |
| Canadiense    | 5        |
| Alemana       | 4        |
| Luxemburguesa | 2        |
| Suiza         | 1        |
| Belga         | 1        |
| Egipcia       | 1        |
| Ucraniana     | 1        |
| Nigeriana     | 1        |
| Camerunesa    | 1        |
| Maliense      | 1        |
| Británica     | 1        |
| Total         | 116      |

De las 116 personas a bordo, había 50 pasajeros franceses, de camino a París. Los seis miembros de la tripulación eran españoles, de acuerdo con Swiftair. Un representante de Air Algérie en Burkina Faso, Kara Terki, dijo en una conferencia de prensa que todos los pasajeros estaban en tránsito a, el Medio Oriente, o Canadá.
El aeropuerto de Uagadugú y algunos medios informaron que Mariela Castro, hija del presidente cubano Raúl Castro, viajaba en el avión siniestrado. En Cuba negaron la información. La noticia resultó desmentida por la propia Mariela Castro en La Habana a los pocos minutos a través de una entrevista en Telesur, diciendo que estaba «vivita, coleando, feliz y saludable».
También viajaban a bordo dos funcionarios europeos de nacionalidad francesa. Además, familiares confirmaron la presencia de una ciudadana chilena en el vuelo. Aunque dentro de la lista de pasajeros entregada por la línea aérea no figuró la nacionalidad chilena, la noticia fue contrapuesta más tarde, debido a su doble nacionalidad francesa-chilena. Otra nacionalidad que se había reportado era la estadounidense.
Una víctima británica fue reportada más tarde y se informó que entre los fallecidos se encontraban una familia de diez miembros, de los cuales cuatro eran niños, originarios de la región de Ródano-Alpes.

## Investigación
Las autoridades de aviación, como la Administración Federal de Aviación de Estados Unidos (FAA) advirtieron precauciones para los aviones que volasen sobre Malí, debido a los peligros potenciales que surgieron por los conflictos locales. Las amenazas específicas advertidas por la FAA incluyeron misiles antiaéreos, cohetes y granadas propulsadas por cohetes. El ministro de transporte francés, Frédéric Cuvillier, dijo que el avión desapareció por el conflicto en el norte de Malí. Aunque se ha señalado que los grupos insurgentes malienses no poseen el equipo suficiente como para derribar un avión.
El ministro de exteriores argelino, Ramtane Lamamra, explicó ante la prensa que fue «uno de esos movimientos» (refiriéndose a los insurgentes del norte de Malí) el primero en encontrar restos del avión y dar la voz de alarma y que «se han comprometido a desplegar todos los esfuerzos para acudir en socorro (de los pasajeros) y garantizar la seguridad del lugar».
Por su parte, meteorólogos franceses apuntaron a violentas tormentas en la zona. Según autoridades de la aerolínea, la causa más probable del accidente fue el mal tiempo reinante en la región del norte de Malí, debido a las fuertes tormentas que azotaban la noche del 23 de julio en la región del Sahel. Un controlador aéreo en Malí afirmó que había habido «fuertes tormentas» durante esa noche. La Misión de las Naciones Unidas en el norte de Malí (Minusma) también confirmó que se produjeron tormentas de arena que dificultaron la visibilidad en toda la región. Un diplomático residente en Bamako, dijo que el norte del país había sido golpeado por una poderosa tormenta.
El 25 de julio, el secretario de estado de transportes de Francia, Frédéric Cuvillier, señaló que los restos se encontraron «concentrados», es decir, que la aeronave «se podría haber desintegrado en tierra» y no estalló en vuelo. Cuvillier dijo que, con esos elementos, se descartaron algunas hipótesis, «en particular» que hubiera recibido el impacto de un misil. Por su parte, el ministro de Interior, Bernard Cazeneuve, dijo que «la hipótesis más probable» es que se viera afectado por las malas condiciones meteorológicas que se daban cuando el avión entró en el espacio aéreo de Malí.

### Informe final
El 22 de abril de 2016, la BEA finalmente concluyó la causa del accidente de la siguiente manera: "La velocidad del avión, pilotada por el acelerador automático, disminuyó debido a la obstrucción de los sensores de presión ubicados en los conos de la punta del motor, probablemente causada por cristales de hielo. El piloto automático aumentó gradualmente el ángulo de ataque para mantener la altitud hasta que el avión se detuvo. No se recuperó la pérdida. El avión mantuvo una actitud de cabeceo hacia abajo y el ángulo de inclinación lateral izquierdo hacia el suelo, mientras que las superficies de control permanecieron principalmente desviadas hacia arriba y hacia abajo. la dirección de un talud hacia la derecha. El avión chocó contra el suelo a gran velocidad".
Factores contribuyentes:
- la no activación de los sistemas antihielo del motor.
- la obstrucción de los sensores de presión Pt2, probablemente por cristales de hielo, generó valores EPR erróneos que provocaron que el acelerador automático limitara el empuje producido por los motores a un nivel por debajo del requerido para mantener el avión en FL310.
- la reacción tardía de la tripulación ante la disminución de la velocidad y los valores erróneos de EPR, posiblemente vinculado a la carga de trabajo asociada a evitar la zona convectiva y dificultades de comunicación con el control del tráfico aéreo.
- la falta de reacción de la tripulación ante la aparición del buffet, el batidor de palos y la advertencia de pérdida.
- la falta de entradas apropiadas en los controles de vuelo para recuperarse de una situación de pérdida.
- El procedimiento FCOM relativo a la activación de los sistemas antihielo que no se adaptó a la obstrucción del sensor de presión Pt2 por cristales de hielo.
- Información insuficiente para los operadores sobre las consecuencias de un bloqueo del sensor de presión Pt2 por hielo.
- El stickshaker y la lógica de activación del aviso de pérdida que llevó a que estos dispositivos se dispararan tardíamente en relación con la pérdida del avión en crucero;
- la lógica del piloto automático que le permite continuar dando órdenes de cabeceo más allá del ángulo de pérdida, agravando así la situación de pérdida y aumentando las dificultades de recuperación de la tripulación. [31] ( págs . 125 a 126 )

La BEA emitió más de 20 recomendaciones en respuesta al accidente, en varios de ellos observó en los accidentes de aviación pasadas, incluyendo Vuelo 708 de West Caribbean, vuelo 447 de Air France, y un grave incidente a bordo del vuelo 970 de Spirit Airlines. Algunas de las recomendaciones basadas en operaciones de búsqueda y rescate, CVR y recomendación "urgente" a la FAA sobre la formación de hielo en aeronave

## Reacciones internacionales

### Estados
- Burkina Faso — El Gobierno burkinés anunció un duelo de 48 horas a partir del 25 de julio.[21]
- Canadá — Luego de anunciarse que los canadienses fallecidos en el vuelo 5017 eran una mujer y una familia de cuatro miembros de Quebec, el primer ministro Stephen Harper envió un comunicado de condolencias y ofreció ayuda a las autoridades de los países africanos.[49]
- España — El presidente del Gobierno, Mariano Rajoy, trasladó el día 25 sus «más sentidas condolencias» a las familias y amigos de todas las personas que fallecieron en el vuelo. Rajoy se mostró «hondamente consternado» y, por último, sobre la tripulación española dijo: «Tengo la absoluta certeza de que tanto el piloto Agustín Comerón como la copiloto Isabel Gost y los tripulantes de cabina Rafael Gasanaliev, Miguel Ángel Rueda, Rául Montero y Federico Cárdenas dieron lo mejor de sí mismos hasta el último momento».[53]
- Francia — El ministro de Asuntos Exteriores, Laurent Fabius, dijo que «si se confirma el desastre, es una gran tragedia que golpea nuestra nación».[54] Por su parte, François Hollande comunicó sus condolencias y solidaridad a las familias y allegados de las víctimas.[31] Tras una reunión con las familias de las víctimas, Hollande anunció el 26 que entre los días 28 y 30 de julio las banderas francesas ondearán a media asta por duelo.[33]